# Stacja Narciarska Koninki
Stacja Narciarska Koninki – ośrodek narciarski w Gorcach na wschodnim zboczu góry Tobołów (994 m n.p.m.). Znajduje się na krańcu wsi Koninki, która jest przysiółkiem sołectwa Poręby Wielkiej w Gminie Niedźwiedź.

## Narciarstwo i turystyka

### Kolej i Wyciągi
Stacja narciarska Koninki dysponuje:
- (I) kolej krzesełkowa na Tobołów – kolej krzesełkowa z krzesełkami 1-osobowymi (146 krzesełek) o długości 1155 m i przewyższeniu 308 m, zdolności przewozowej 530 osób na godzinę[1] (czas wjazdu – ok. 8 minut);

w dolnej części zbocza, na Polanie Hucisko (nazwa pochodzi od istniejącej tu w XVIII wieku huty szkła):
- (II) wyciąg talerzykowy dla dzieci „Hutek” – o długości 50 m i praktycznie zerowej różnicy wysokości;
- (III) wyciąg talerzykowy „Hucisko” – o długości 330 m i przepustowości 450 osób na godzinę.

w górnej części zbocza, na Polanie Starmaszka:
- (IV) wyciąg talerzykowy „Starmaszka” – o długości 270 m i przepustowości 575 osób na godzinę;
- (V) wyciąg talerzykowy „Gigant” – o długości 150 m;
- oraz snowpark (w pobliżu górnej stacji wyciągu krzesełkowego).

### Zjazdowe trasy narciarskie
Stacja dysponuje ponad 2 km tras narciarskich:
- (A) wzdłuż wyciągu krzesełkowego znajduje się główna trasa w górnej części niebieska, a w dolnej – czerwona o całkowitej długości 1400 m. Trasa ta jest reklamowana jako najdłuższa w Gorcach. Jest oświetlona na całej długości.
- (B) teren dla dzieci wzdłuż wyciągu II, stopień trudności – zielony;
- (C) na Polanie Hucisko, wzdłuż wyciągu III – pierwsza oświetlona trasa w ośrodku, czerwona, o długości 350 m;
- (D) na Polanie Starmaszka, wzdłuż wyciągu IV, niebieska, o długości 200 m;
- (E) jw., wzdłuż wyciągu V, niebieska, o długości 350 m.

Wyciąg krzesełkowy na Tobołów jest czynny przez cały rok, służy zarówno turystom jak i narciarzom. Poza sezonem – tylko dla grup turystycznych, po wcześniejszym umówieniu telefonicznym.
Trasa (A) jest homologowana przez FIS. Homologacja dotyczy slalomu i slalomu giganta dla obu płci i jest ważna do listopada 2022 roku.

### Narciarskie trasy biegowe
Najdłuższa trasa biegnie z Turbacza przez Obidowiec, Suhorę, Tobołów do Koninek.
Do ruchu narciarskiego dopuszczono również następujące trasy:
- Koninki – Tobołów – Obidowiec – Stare Wierchy
- Hucisko – Potok Olszowy – Tobołów – Czarne Błota – Poręba Górna
- Hucisko – Potok Turbacz – Polana Szałasisko – Potok Olszowy
- Suhora – Nowa Kopana Droga – Polana Młynarska
- Hucisko – Pasieka – Potasznia – Kopa
- Potasznia – Kopa
- Potasznia – Brukowana Droga – Przełęcz Borek.

### Rowerowy freeride
Ostatnio Tobołów stał się również jednym z ważniejszych ośrodków kolarstwa górskiego w Polsce. Na stokach Tobołowa i Tobołczyka poprowadzono kilka tras zjazdowych dla kolarzy górskich, którzy tutaj trenują m.in. zjazd na szybkość (freeride). Na trasach zamontowano drewniane pomosty do skoków, są naturalne terenowe „hopki” i inne typowe dla tego sportu terenowe przeszkody. Wyciąg krzesełkowy przewozi w górę również kolarzy z rowerami.

## Ośrodek i pozostała infrastruktura
Stacja narciarska dysponuje również ośrodkiem wypoczynkowym (Ostoja Górska Koninki). Jest on wyposażony w 153 miejsca noclegowe.
Ponadto znajdują się tu:
- punkt informacji turystycznej
- trasy ski-turowe i biegowe
- szkoła narciarska
- wypożyczalnia i serwis sprzętu narciarskiego
- parking
- punkty gastronomiczne.

Stacja jest członkiem Stowarzyszenia Polskie stacje narciarskie i turystyczne.
Wyciągiem krzesełkowym wjeżdżają również na Tobołów astronomowie udający się do pracy w obserwatorium astronomicznym na Suhorze. Tędy również wędrują turyści w kierunku Gorczańskiego Parku Narodowego.
Z Koninek wiedzie najkrótsza droga (ok. 20 minut) Muzeum Biograficznego Władysława Orkana „Orkanówka” w Porębie Wielkiej.

## Historia

### Początki
W latach 70. XX wieku w dolinie Potoku Olszowego, na krańcu wsi Koninki, w pobliżu Polany Hucisko (650 m n.p.m.) wybudowano duży ośrodek wczasowy Huty Lenina. Przy nim oddano do użytku w 1982 roku ośrodek narciarski z koleją krzesełkową na Tobołów i czterema wyciągami orczykowymi.
Obecnie właścicielem stacji jest Józef Pasek.

### Przemiany w latach 2011–2012
Corocznie odbywają się tutaj amatorskie ogólnopolskie zawody prowadzone przez Katolickie Stowarzyszenie Młodzieży. W styczniu 2011 roku została zorganizowana pierwsza spartakiada narciarsko-snowboardowa.
Przed sezonem 2011/2012 zainstalowano oświetlenie najdłuższej trasy A.
W sezonie 2011/2012 również Stacja Narciarska Zarabie Sport w Myślenicach stała się własnością Józefa Paska, dzięki czemu obie stacje od tego sezonu są objęte wspólnym karnetem. Od 18 grudnia 2012 roku jeden wspólny karnet obejmuje również trzeci ośrodek narciarski: Ski Lubomierz.

## Konflikt ekologiczny
Ekolodzy zarzucają właścicielowi ośrodka, że od września 2011 r. bez wymaganych prawem decyzji administracyjnych zrealizował przedsięwzięcie na zboczach góry Tobołów polegające na: nielegalnej wycince drzew, wykonaniu robót ziemnych związanych z profilowaniem trasy, wybudowaniu instalacji elektrycznej, wybudowaniu instalacji naśnieżania nartostrady, wybudowaniu instalacji oświetlenia nartostrady. Prace ziemne zniszczyły siedliska cennych przyrodniczo muraw i łąk, a funkcjonowanie wyciągu narciarskiego ze sztucznym oświetleniem i naśnieżanie powoduje m.in.: przecięcie jednego z głównych korytarzy ekologicznych Polski, zwiększenie poziomu hałasu – przepłoszenie zwierząt, negatywny wpływ na dobową rytmikę negatywny wpływ na ptaki zwłaszcza sowy, możliwość zaburzenia stosunków wodnych przez pobór wody do naśnieżania. W sierpniu 2012 r. Prokuratura Rejonowa w Limanowej skierowała do sądu akt oskarżenia przeciwko inwestorowi oskarżając go o popełnienie przestępstwa z art. 181 § 2 kk dotyczącego powodowania istotnej szkody w świecie roślin i zwierząt. Toczą się też postępowania administracyjne w sprawie ewentualnej samowoli budowlanej i szkody w środowisku.

## Galeria

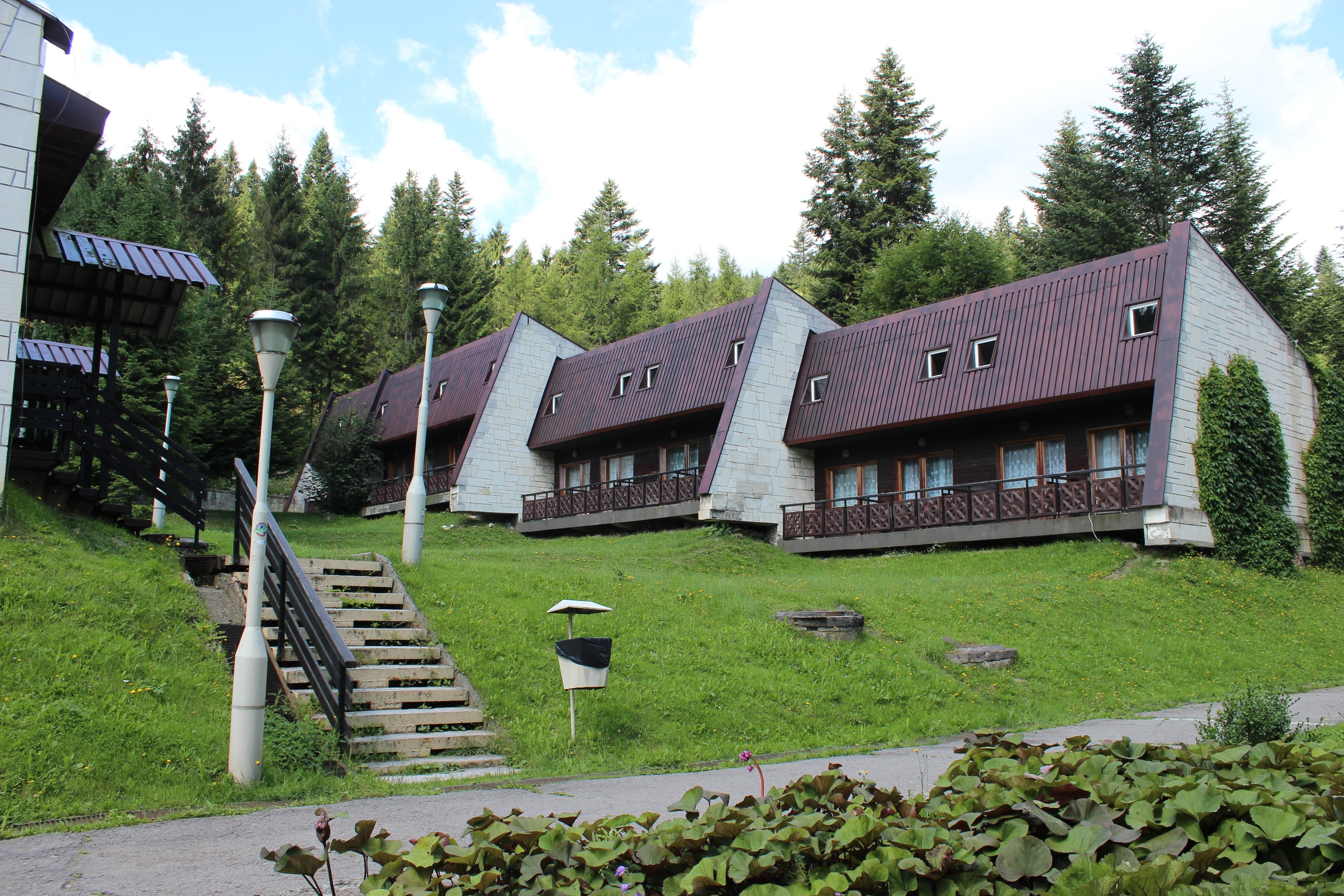
Jeden z pawilonów ośrodka
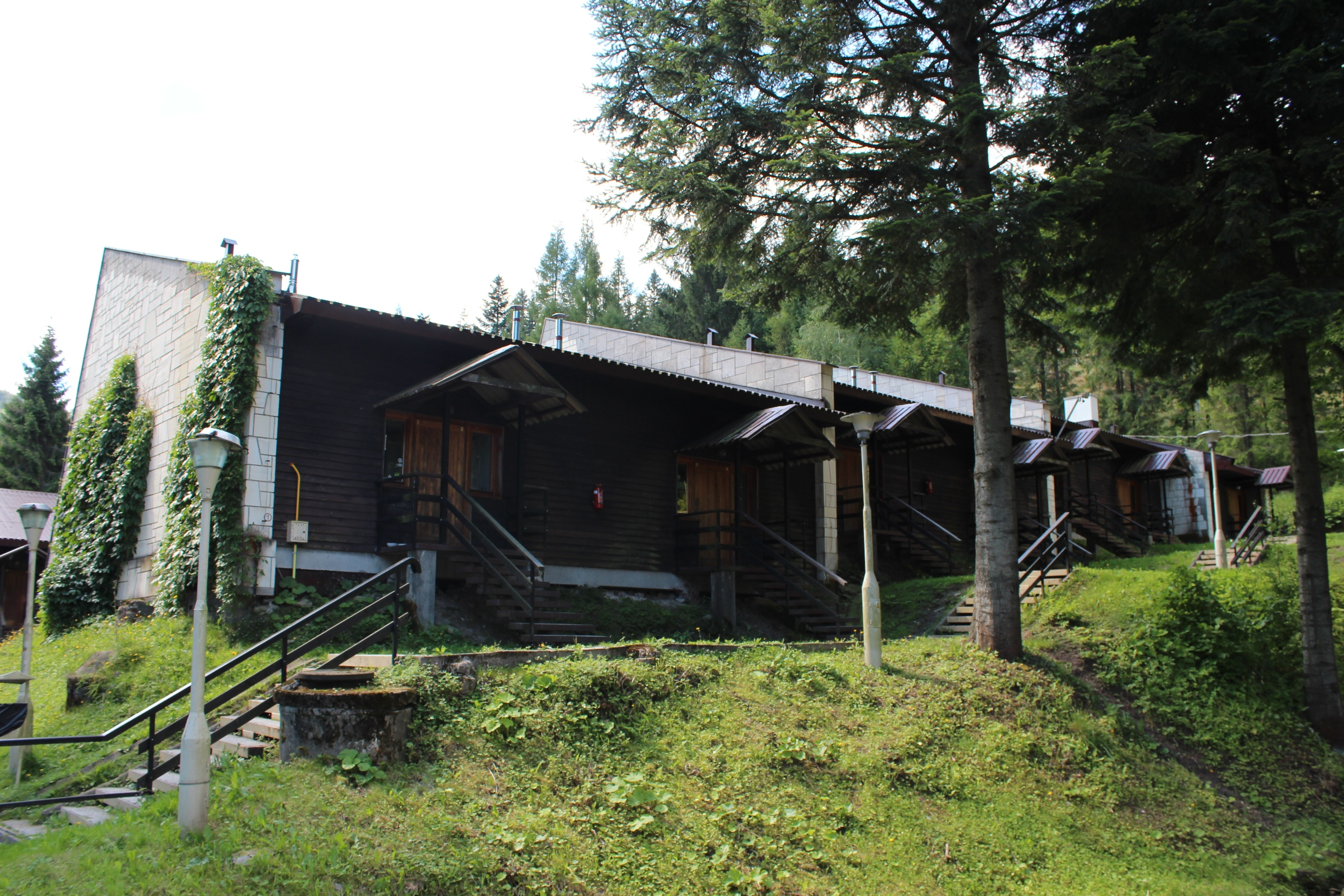
Wejścia do pokoi w pawilonie
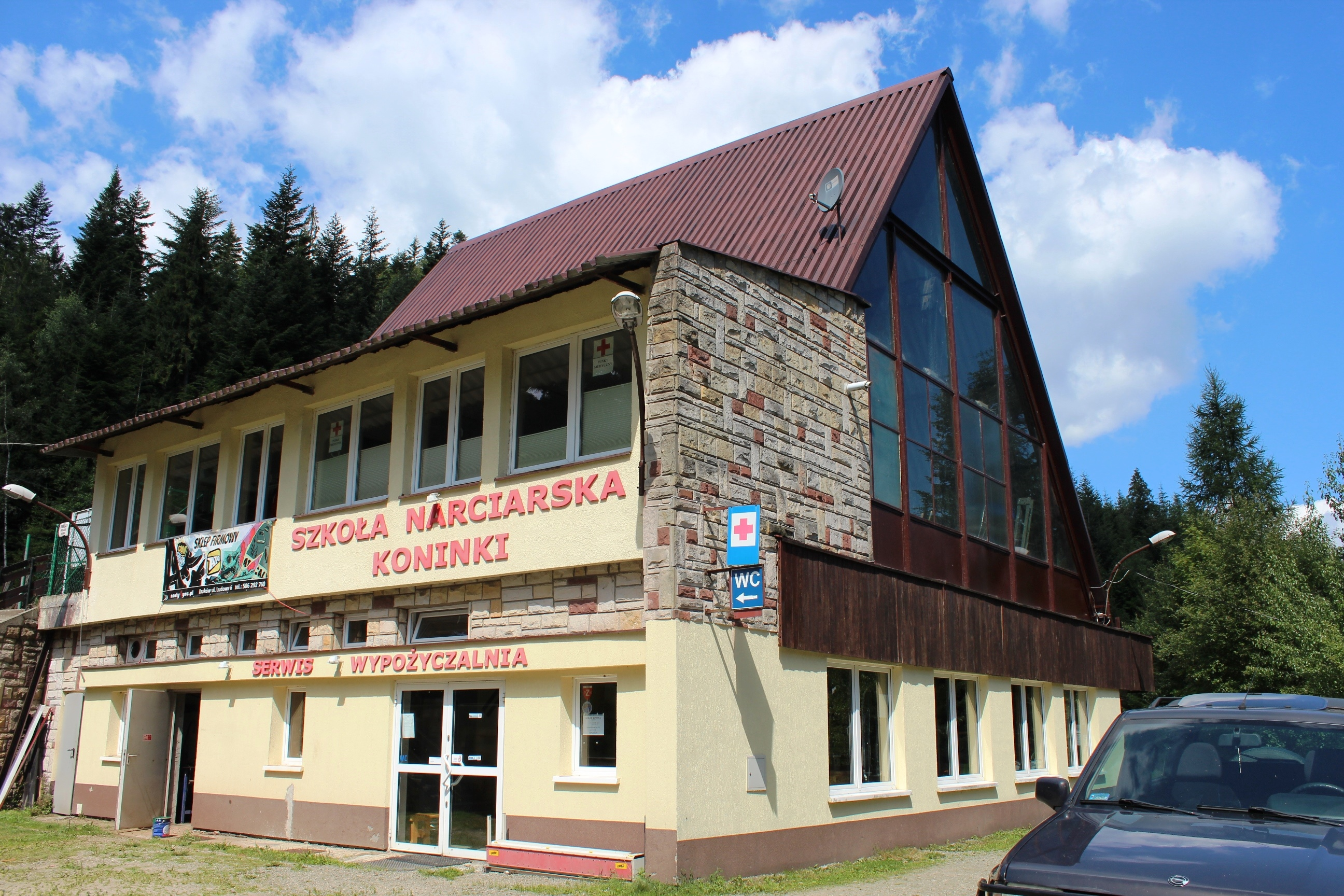
Budynek dolnej stacji kolei krzesełkowej „Tobołów”
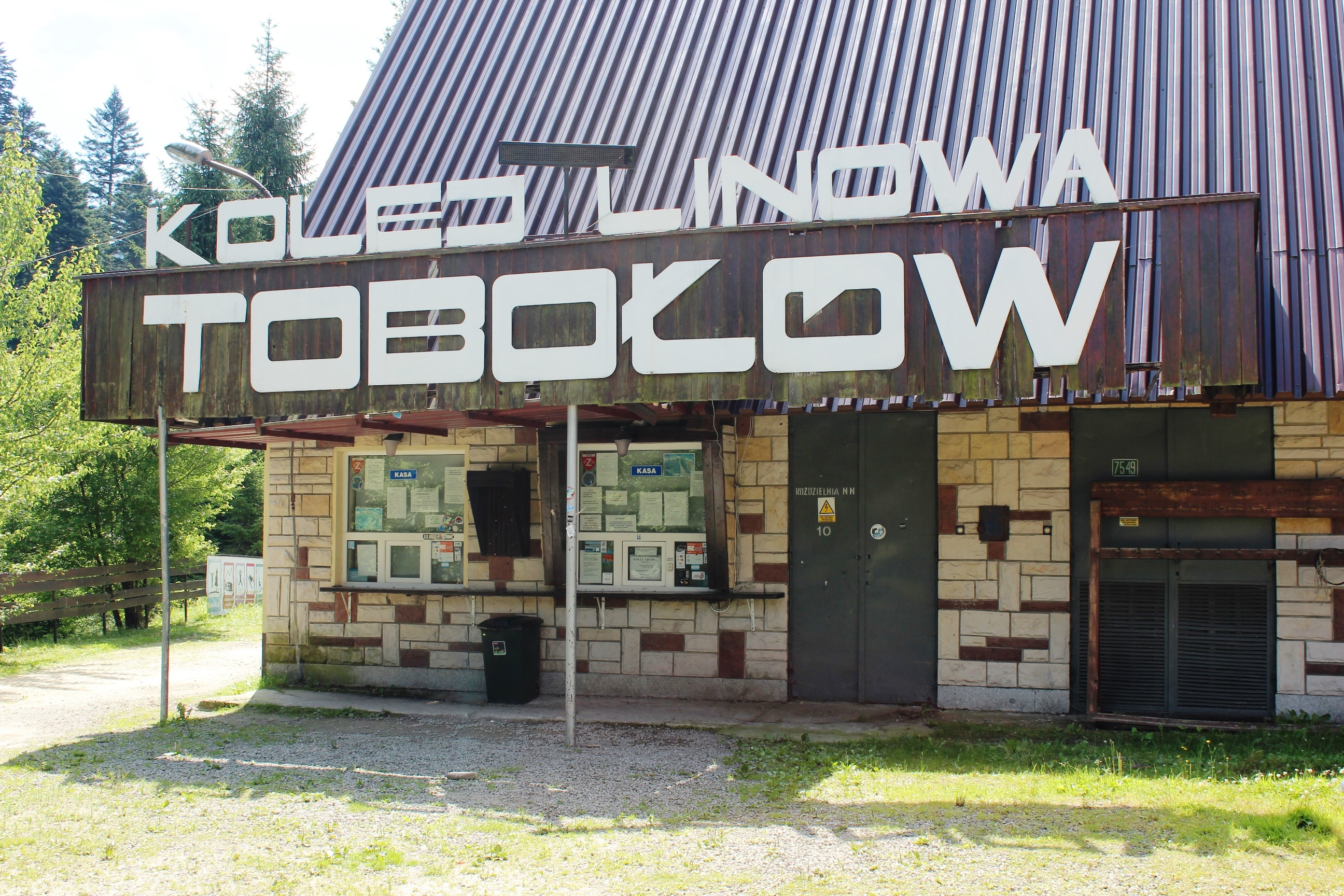
Kasy biletowe w budynku dolnej stacji kolei krzesełkowej „Tobołów”
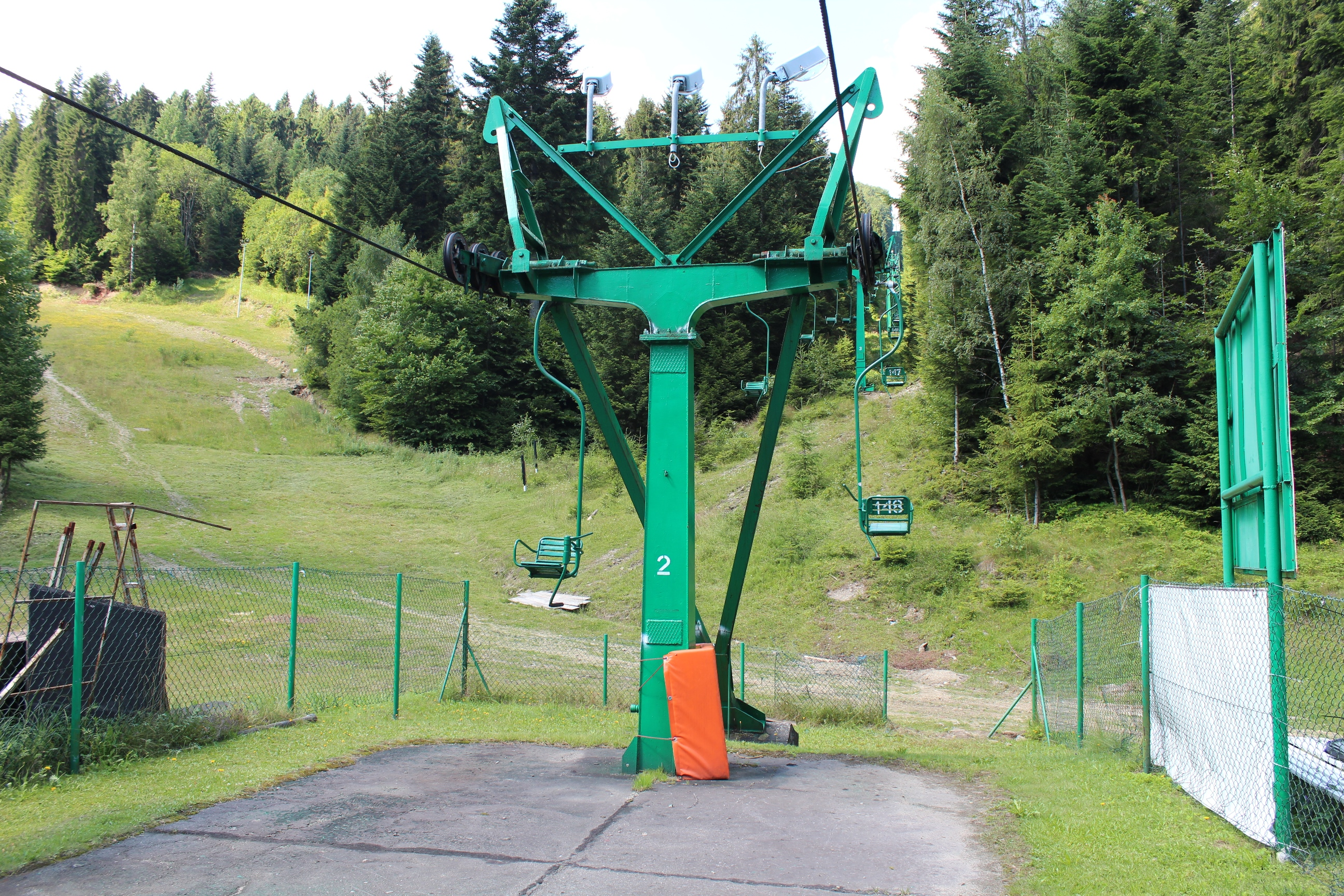
Peron na dolnej stacji kolei krzesełkowej „Tobołów”